# Dark Roots of Earth
Dark Roots of Earth es el décimo álbum de estudio del grupo estadounidense de thrash metal Testament, publicado el 27 de julio de 2012 (Europa) y el 31 de julio de 2012 (Estados Unidos). Significó un reencuentro con el exbaterista Gene Hoglan (quien apareció en el álbum Demonic de 1997); que durante la grabación ocupó el puesto de Paul Bostaph (actual miembro de Slayer) debido a una lesión. Se esperaba que Bostaph regresara a la banda para la gira de promoción del disco, pero en diciembre del 2011 anunció su salida de la banda.

## Lista de canciones
| N.º | Título                        | Duración |  |
| 1.  | «Rise Up»                     | 4:18     |  |
| 2.  | «Native Blood»                | 5:21     |  |
| 3.  | «Dark Roots of Earth»         | 5:45     |  |
| 4.  | «True American Hate»          | 5:26     |  |
| 5.  | «A Day in the Death»          | 5:38     |  |
| 6.  | «Cold Embrace»                | 7:46     |  |
| 7.  | «Man Kills Mankind»           | 5:06     |  |
| 8.  | «Throne Of Thorns»            | 7:05     |  |
| 9.  | «Last Stand For Independence» | 4:43     |  |

Bonus

| N.º | Título                                  | Duración |  |
| 10. | «Dragon Attack (cover de Queen)»        | 4:44     |  |
| 11. | «Animal Magnetism (cover de Scorpions)» | 5:56     |  |
| 12. | «Powerslave (cover de Iron Maiden)»     | 6:51     |  |
| 13. | «Throne Of Thorns (extended version)»   | 7:41     |  |

## Créditos

### Músicos
- Chuck Billy: Vocales
- Alex Skolnick: Guitarra
- Eric Peterson: Guitarra
- Greg Christian: Bajo

### Músicos adicionales
- Gene Hoglan: Batería ‡
- Chris Adler: Batería ‡

‡: Participaron en la grabación del álbum ocupando el espacio de Bostaph debido a su lesión.
- Datos: Q682433